# Víctor Brown
Víctor Brown Rojas (né le 7 mars 1927 en Bolivie et mort à une date inconnue) fut un footballeur international bolivien, qui jouait en tant que milieu de terrain.

## Biographie
En club, il a évolué dans le club bolivien du Litoral La Paz, de 1949 à 1958.
Il a également joué 16 matchs avec l'équipe de Bolivie, et a notamment joué la coupe du monde 1950 au Brésil, ainsi que la Copa América 1953.